# Amersfoort Jazz
Amersfoort World Jazz Festival is een jazz- en wereldmuziek festival in de binnenstad van Amersfoort. De concerten vinden plaats zowel in binnen locaties als in de openbare ruimte. Het vindt jaarlijks in de zomermaanden plaats en trekt tienduizenden bezoekers. Amersfoort Jazz richt zich op Living Legends, jong talent en een breed internationaal netwerk van jazzmusici -en professionals. Het festival staan dan ook bekend als het Musicians' Paradise.

## Achtergrond
Het festival wordt sinds 1979 georganiseerd en was tot 2021 volledig gratis toegankelijks. Tegenwoordig worden voor een aantal concerten  toegangsprijzen gevraagd van het publiek. Het kent een brede programmering die bestemd is voor bezoekers uit alle leeftijdsgroepen. Op de pleinen spelen de publiekstrekkers en in de zalen en horecagelegenheden artiesten voor een select publiek. Naast traditionele jazz is er plaats voor fusions met andere stijlen zoals met dance, hiphop, r&b en wereldmuziek.
De meerderheid van de artiesten komt uit Nederland. In de voorgaande jaren varieerden die van Hans Dulfer, Carel Kraayenhof en Ruud Jacobs tot Joris Linssen & Caramba en de Handsome Harry Company. Daarnaast komen elk jaar bekende artiesten uit het buitenland. Het festival heeft gedurende de jaren vooral artiesten uitgenodigd die al een carrière hadden opgebouwd in de jazzmuziek. Sinds circa 2013 richt het zich daarnaast ook in toenemende mate op opkomende artiesten.
Jazzpianist Peter Beets bracht 2011 met de Amerikaanse trombonist Curtis Fuller een livealbum uit met de titel Live at Amersfoort Jazz Festival.

## Diverse programmalijnen
Elk jaar presenteert Amersfoort World Jazz bijzondere programmalijnen en coproducties met een persoonlijke signatuur, vaak in samenwerking met de partners uit het internationale World Jazz Netwerk. Zo zijn er een Nationale en een Internationale Artist in Residence, projecten en unieke samenstellingen op initiatief van Stichting Amersfoort Jazz. De organisatie streeft ernaar uiteenlopende artiesten uit alle windstreken tijdens het festival met elkaar in contact te brengen. Zo speelden in 2019 Kika Sprangers met de legendarische keyboardist Jasper van 't Hof in de Sint Joriskerk; de Indiase sitarmeester Shakir Khan met Ben van den Dungen; de Surinaamse bassist Jason Eduwaiti met DelMontis; de Australische saxofonist Adam Simmons met Stormvogel en Oene van Geel. Alexander Beets schoof aan bij de Thaise fusion band SaXPackGirl en Eric Vloeimans bij Bert van den Brink. In 2019 werd in samenwerking met Institut d’Estudis Baleàrics (Mallorca) en Institut Ramon Llull (Barcelona) een project van de Spaans-Nederlandse saxofoniste Irene Reig geïnitieerd. Irene hierover: “To hear this new music I have been working on. To have all these amazing musicians. And to do it at the Amersfoort Jazz festival. Thanks for bringing me the oportunity to do this!”

## Next Generation – Jong talent op Amersfoort Jazz
Amersfoort World Jazz legt in de programmering sterk de nadruk op de Next Generation. De jonge spelers vormen de toekomst van World Jazz. Zodoende is het festival uitgegroeid tot een belangrijke springplank voor de nieuwe generatie jazzmusici. In 2020 traden onder meer Kika Sprangers, Irene Reig, Xavi Torres, Sebastiaan van Bavel, Tim Hennekes, Gideon Tazelaar, Thomas Pol en Simone van der Weerden en het piepjonge Simio Jazz Trio op. 

## Jazz Legends
Amersfoort World Jazz, is één van de oudste jazzfestivals van Nederland en eert ‘The Legends of Jazz’, zowel de levende als de reeds verscheiden. In 2019 speelden de oude Nederlandse meesters Ack van Rooyen en Tony Vos op het festival en was er een Tribute to Dexter Gordon, met medewerking van zijn weduwe, historica Maxime Gordon. In 2020 vierde het festival de verjaardag van Hans Dulfer (80 jaar), was Jasper van ’t Hof special guest en werden er filmvertoningen en concerten gewijd aan Miles Davis.